# Jung Eun-woo
Jung Eun-woo (en hangul, 정은우; en hanja, 鄭銀雨; McCune-Reischauer, Chŏng Ŭnu) (Bucheon, 1 de julio de 1998), más conocida como Eunwoo (en hangul, 은우), es una cantante, compositora y   bailarina de Corea del Sur . Debutó en la escena musical en 2017 en el grupo femenino Pristin, y en 2019 en el grupo Hinapia .

## Biografía
Eunwoo nació el 1 de julio de 1998 en Bucheon, Gyeonggi, Corea del Sur . Ella tiene un hermano menor.   Eunwoo asistió al departamento de música práctica en la Escuela de Artes Escénicas de Seúl y se graduó en 2016.
A mediados de 2012, Eunwoo participó en el programa Superstar K4, pero finalmente fue eliminado.   Al año siguiente, compitió en The Voice Kids Korea . También en 2013, Eunwoo fue aceptada en Pledis Entertainment, uniéndose a la agencia como pasante . Aún en 2014, apareció como bailarina de fondo en el video musical de Orange Caramel "My Copycat".   Luego apareció en el video musical "Mansae (만세)", lanzado por el grupo Seventeen el 10 de septiembre de 2015.
En 2016, Eunwoo fue una de las pasantes elegidas para participar en el reality show Produce 101 .  El programa se estrenó el 22 de enero de 2016 a través de Mnet, siendo eliminado en el último episodio. Al mes siguiente, Eunwoo fue confirmada como miembro del nuevo grupo de chicas de Pledis Entertainment, apodado Pledis Girlz. Del 14 de mayo al 10 de septiembre de 2016, el grupo realizó varios conciertos para promocionarse antes de su debut.   El grupo lanzó el sencillo digital de vista previa, "We", el 27 de junio.  Eunwoo también lanzó el sencillo colaborativo "Sickness (병), con Vernon, como parte de la banda sonora de la serie de televisión Love Revolution .
El 6 de enero de 2017, Pledis Girlz realizó su último concierto, titulado Bye & Hi, anunciando su nombre oficial, " Pristin ", una combinación de " prismática " (brillante y clara) y " elastina " (fuerza impecable).   El 2 de marzo, Pledis Entertainment anunció el debut oficial de Pristin a través de una imagen promocional.  El 27 de marzo, el grupo hizo su debut oficial, lanzando su juego extendido,Hi! Pristin y su single, " Wee Woo ".
En mayo de 2018, Eunwoo se reveló como parte de la formación de la primera subunidad, llamada Pristin V.    La unidad debutó el 28 de mayo con el lanzamiento del CD sencillo, Like a V, junto con su sencillo, "Get It".
El 24 de mayo de 2019, se anunció oficialmente el final de Pristin, un grupo del que Eunwoo formó parte durante más de 2 años. 
El 29 de octubre, se anunció que ella, junto con otros tres miembros de Pristin y un nuevo aprendiz, serían parte del grupo Hinapia de la nueva compañía OSR Entertainment. El grupo debutó el 3 de noviembre de 2019.